# Филипчак, Иван Филиппович
Иван Филиппович Филипчак (27 января 1871 — 21 октября 1945) — украинский педагог, писатель

, общественный деятель и краевед.

## Биография
Филипчак родом из села Лишня, рядом с Санком (теперь Польша). Учился в Сянокской гимназии (1889 год) и в Станиславской учительской семинарии. В 1896 году окончил высшие учительские курсы во Львове и был направлен на работу в г. Комарно, а в 1898 году переведён преподавателем Самборской учительской семинарии. Впоследствии работал в средних общих школах района.
Оставшись рано вдовцом, Филипчак сам воспитывал пятерых детей. Учил детей любить родную Лемковщину. Часто им говорил: «Вы все родились в Самборе, но ваши отец, деды и прадеды — все лемки». Филипчак любил вести хозяйство, поэтому на сэкономленные деньги купил усадьбу, построил небольшой дом, разбил сад. Выращивал шелкопрядку и имел в этом занятии немало последователей, поэтому в 1920 году организовал курс шелководства. Несколько лет возглавлял общество «Сельский хозяин». Участвовал в создании музея «Бойковщина» в Самборе, однако музей был уничтожен во время войны. Филипчак помогал в организации региональных музеев в городах Сянок, Яворов, Теребовля, Перемышль, Стрый. В 1940 году он был назначен директором Самборского историко-этнографического музея. И. Филипчак — автор многих исторических повестей, краеведческих очерков, статей, исследований, в частности по истории Самбора и проблемам школьного образования.
4 ноября 1944 года был арестован НКВД, осуждён на 15 лет. 21 октября 1945 года умер от голода и холода в Тайшете, Иркутская область.

## Память
15 марта 1999 года Кабинет Министров Украины Постановлением № 382 присвоил Самборскому педагогическому училищу имя Ивана Филипчака. В училище организована комната-музей. 12 ноября 2001 года на территории учебного заведения торжественно открыт и освящён памятник И. Филипчаку.

## Произведения
Автор прозаических произведений «Княгиня Романова» (1927), «За Сян» (1928, 1982), «Строитель государства», «Сила воли» (1930), «За учительским хлебом» (1932), «Лемко Дилер», «Дмитрий Детько» (1938); научных изысканий «По истории села Лешни, Сяницкого уезда», «Школа в Лаврове», «История Тирявы Сильной», «Краткий курс шелководства», «Кульчицкий — герой Вены» (1933), «Иван Берладник» (1935), «Дмитрий Детько» (1935).
Отдельные издания:
- Филипчак І. Анна Ярославна — королева Франції. — Дрогобич: Відродження, 1995. — 176 с.
- Филипчак І. Будівничий держави. — Буенос-Айрес: Видавництво Юліяна Середяка, 1985. — 150 с.
- Филипчак І. За Сян! — Нью-Йорк: Фундація дослідження Лемківщини, 1982. — 110 с.
- Филипчак І. Княгиня Романова. — Львів: Червона калина, 1990. — 344 с.
- Филипчак І. Кульчицький — герой Відня. Повість. — Кліфтон, 1983. — 187 с.
- Филипчак І. Іванко Берладник або пропаща сила. — Буенос-Айрес: Видавництво Юліяна Середяка, 1986. — 135 с.